# 1960 w informatyce
Kalendarium informatyczne 1960 roku
- 1 marca – John McCarthy wydał podręcznik do Lispa[1].
- Opublikowany został raport Algola 60[2][3].
- Bogdan Miś napisał dla komputera XYZ Kółko i krzyżyk, pierwszą polską grę komputerową[4][5].